# Akiko Kobayashi
Akiko Kobayashi (小林 昭子, Kobayashi Akiko), née en 1943 dans la préfecture de Tokyo, est une chimiste japonaise.

## Biographie
Elle est professeure émérite à l'université de Tokyo où elle a également fait ses études. En 2009, elle reçoit le prix L'Oréal-Unesco pour les femmes et la science pour ses travaux sur les métaux organiques qui ont mené à des avancées dans la miniaturisation des outils électroniques,. Elle crée des cristaux métalliques à une seule molécule comme le Ni(tmdt)2,,.